# Kiss me 愛してる
「Kiss me 愛してる」（キッス・ミー あいしてる）は、℃-uteのメジャー15枚目（通算20枚目）のシングル。2011年2月23日にzetimaから発売された。

## 概要
- ℃-uteの2011年第1弾シングル[1]。
- 初回生産限定盤A、BはCD+DVDで、通常盤はCDのみである。初回生産限定盤A、初回生産限定盤B、通常盤(初回プレス分)ともイベント抽選シリアルナンバーカードが封入されている。
- センター、メインボーカル共に鈴木愛理、矢島舞美、岡井千聖。

## 収録曲
全作詞・作曲：つんく
1. Kiss me 愛してる
編曲：平田祥一郎
2. 二十歳前の女の子
編曲：高橋諭一
3. Kiss me 愛してる (Instrumental)

初回生産限定盤A付属DVD
1. Kiss me 愛してる (Ball Chair Ver.)

初回生産限定盤B付属DVD
1. Kiss me 愛してる (Metal Balloon Ver.)

## 参加ミュージシャン
Kiss me 愛してる
- プログラミング：平田祥一郎
- コーラス：CHINO・岡井千聖

二十歳前の女の子
- プログラミング&ギター：高橋諭一
- コーラス：CHINO・つんく